# IK Sture
IK Sture är en idrottsklubb från Södermalm. Klubben har och har alltid haft sin hemort i Maria församling. Embryot var kvartersgänget Skandia från Maria hissbro med omnejd, bildat 1914. Den 6 september 1916 bildades klubben och fick namnet IK Start. Det var ett namn som i längden sågs med oblida ögon i RF, då det gärna förväxlades med IF Start i Örebro. Vilket ledde till namnbyte år 1923. En av IK Stures grundare var Knut "Knutte" Johansson. Arvet förs vidare av Bernt ”Bernte” Johansson som fortfarande är aktiv som hedersordförande och vice ordförande i föreningen.
IK Sture har alltid varit främst en lagsporternas förening även om det bara är fotbollssektionen som fortfarande är aktiv. Zinkensdamms idrottsplats har varit klubbens hemvist för såväl fotboll, friidrott, bandy och ishockey. 
Efter en sammanslagning med AIF Tanto hette klubben IK Sture/Tanto under ett drygt decennium men återtog 2017 sitt ursprungliga namn IK Sture.

## Grenar

### Fotboll
I fotboll har klubben spelat flera säsonger i Sveriges näst högsta division från säsongen 1933/1934 och fram till 1960.
Klubben hette under ett drygt decennium IK Sture/Tanto, men återtog 2017 sitt ursprungliga namn IK Sture. Då hade IK Sture, även kallat Söders Blue Boys, hunnit fira 100 år som förening. Hemmaplan är Zinkensdamms IP på Södermalm. Klubben sköts av en trogen ledarstab bestående av Bernt Johansson och Roger Ekstam.
Fotbollslaget har under ett antal år varit ett stabilt lag i division 6 men säsongen 2021 spelas i div 7. 

### Ishockey
I ishockey spelade klubben i Svenska serien 1938/1939-1940/1941. I svenska mästerskapsturneringen lyckades klubben trots flera försök dock inte nå kvartsfinalspelet.

### Bandy
IK Stures bandytopp inträffade på 40-talet, då klubben spelade i div II några år. 